# Irma Zárate Pineda
Irma Victoria Zárate Pineda (Toluca, Estado de México, 23 de diciembre de 1939) en ocasiones referida como Irma Zárate Pineda de Lino es una política mexicana, miembro del Partido Revolucionario Institucional (PRI). Fue diputada federal de 1982 a 1985.

## Biografía
Es maestra de educación secundaria egresada de la Escuela Normal de Toluca y maestra en educación preescolar por la Escuela Normal Superior del estado de México. Se desempeñó como maestra de primaria a partir de 1959 y de la Escuela Normal Femenina en 1961. Fue secretaria de Finanzas del Sindicato Nacional de Trabajadores de la Educación (SNTE) en el Estado de México.
De 1969 a 1981 fue directora de Actividades Artísticas del departamento de Educación Pública del gobierno del Estado de México, y en la estructura del PRI estatal fue integrante y delegada de la Agrupación Nacional Femenil Revolucionaria (ANFER), de la que fue secretaria general en el Estado de México en 1981.
En 1982 fue postulada y elegida diputada federal por el Distrito 4 del estado de México a la LII Legislatura, de dicho año a 1985. En ella fue integrante de las comisiones de Educación Pública; de Turismo; y, de Radio, Televisión y Cinematografía.
Su hijo, Erwin Lino Zárate, fue secretario particular de Enrique Peña Nieto de 2005 a 2018, durante las funciones de éste como candidato del PRI a gobernador del Estado de México, gobernador del Estado de México, candidato del PRI a la presidencia y presidente de México.